# Yanguas de Eresma
Yanguas de Eresma es un municipio y localidad española de la provincia de Segovia, en la comunidad de Castilla y León. El término municipal, ubicado en la comarca de la Campiña Segoviana, tiene una población de 117 habitantes (INE 2024).

## Geografía
Yanguas de Eresma se encuentra situado en el centro de la península ibérica, próxima a la ribera del Eresma, viéndose la montaña de La Mujer Muerta y buena parte de la vertiente segoviana de la sierra de Guadarrama. Se encuentra a 76 km de Madrid, junto a la A-601 que conecta la capital segoviana, a 16 km, con Valladolid, a 72. Su altitud es de 897 m del nivel del mar. El entorno bañado por el río Eresma destaca por sus hermosas arboledas y su pinar resinero.
| Noroeste: Armuña | Norte: Armuña                                | Noreste: Escarabajosa de Cabezas |
| Oeste: Armuña    |                                              | Este: Cantimpalos                |
| Suroeste: Añe    | Sur: enclave de Carbonero de Ahusín (Armuña) | Sureste: Cantimpalos             |

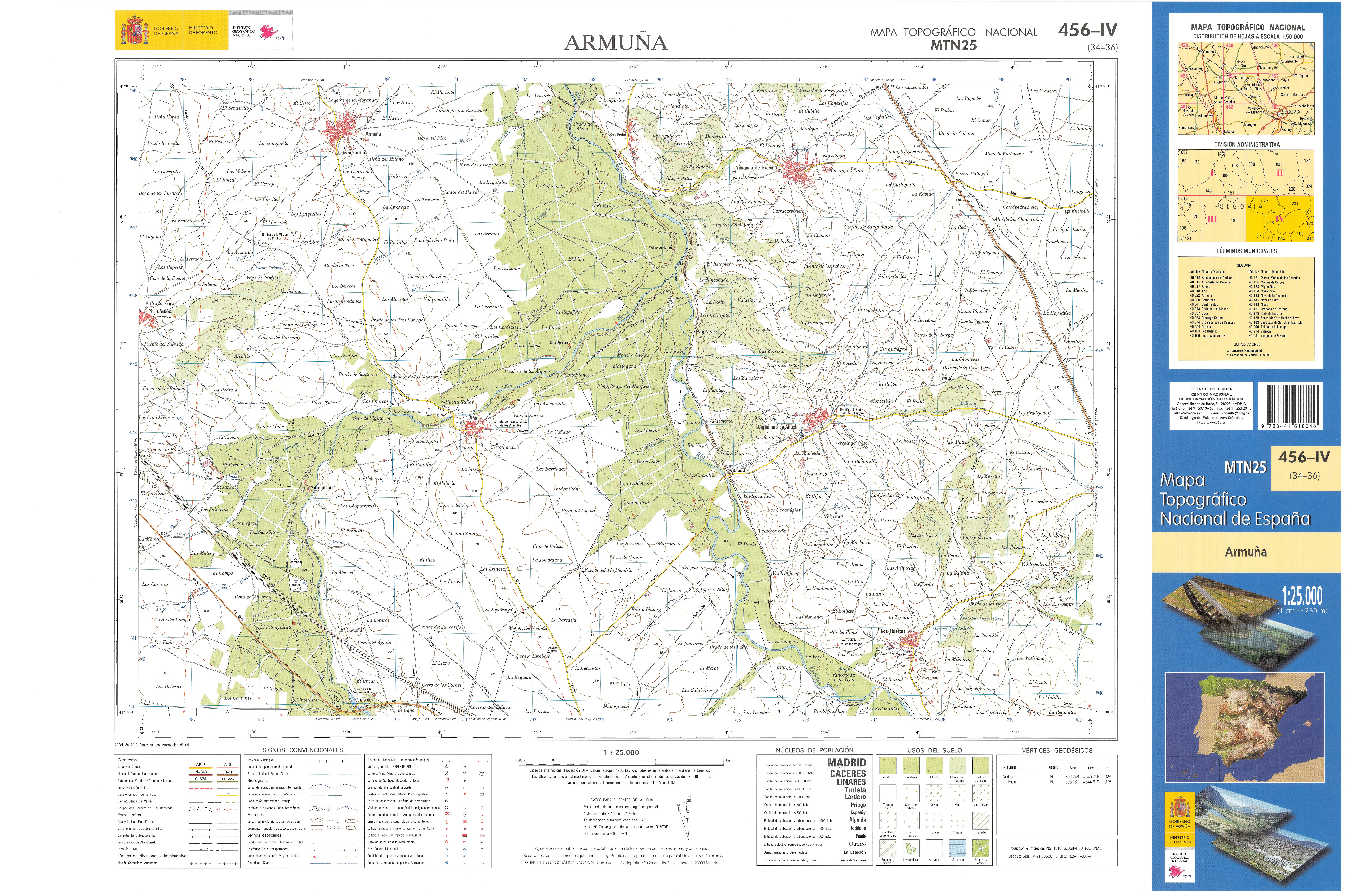
Fragmento de la hoja 456 del Mapa Topográfico Nacional de España de 2010 en el que se representa parte de Yanguas de Eresma

En su término municipal se encuentra el despoblado de Cisla a 600 m al oeste del pueblo, además del también despoblado de Sonsoto que podría ser otra denominación de Cisla o haber sido absorbido por el núcleo principal.
En el barrio de la estación, llamado de San Pedro, está la antigua estación de ferrocarril, que ha estado funcionando durante más de cien años, aunque hoy día está clausurada, tras el cierre al tráfico de la línea Segovia-Medina del Campo en 1993. Por la antigua vía se está realizando un proyecto de 3,5 millones de euros, de Segovia-Yanguas-Olmedo a Medina del Campo. En este proyecto está trabajando la asociación Valle del Eresma, junto con la Fundación de los Ferrocarriles Españoles para recuperar este antiguo recorrido de unos 70,8 kilómetros de longitud para adaptarlo a vía verde. El tramo Segovia-Yanguas-Olmedo fue abierto en febrero de 2019.

## Historia
Perteneció a la Comunidad de Ciudad y Tierra de Segovia, en el Sexmo de Santa Eulalia. Hasta la reforma de la nomenclatura municipal de 1916 el municipio se llamaba simplemente Yanguas. En dicha fecha su nombre fue modificado por el de Yanguas de Eresma.

## Demografía
Cuenta con una población de 117 habitantes (INE 2024).
| Gráfica de evolución demográfica de Yanguas de Eresma entre 1828 y 2021 |
| |
| Población según el Diccionario geográfico-estadístico de España y Portugal de Sebastián Miñano. Población de derecho según los censos de población del INE Población de hecho según los censos de población del INEEn estos censos se denominaba Yánguas: 1842, 1857, 1860, 1877, 1887, 1897, 1900 y 1910 |

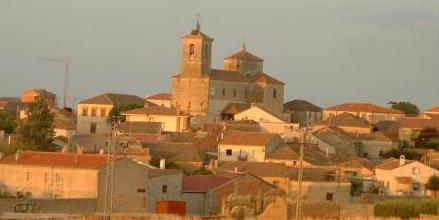
Vista general de la localidad

El municipio, que tiene una superficie de 24,28 km², cuenta según el padrón municipal para 2021 del INE con 126 habitantes y una densidad de 5,77 hab./km².

La principal actividad económica es la agricultura y la ganadería. Desde finales de la década de 1990 aumentan los habitantes que se dedican a la construcción, en línea con la provincia de Segovia, actividad que se mantiene tras la recuperación de la crisis de 2008.

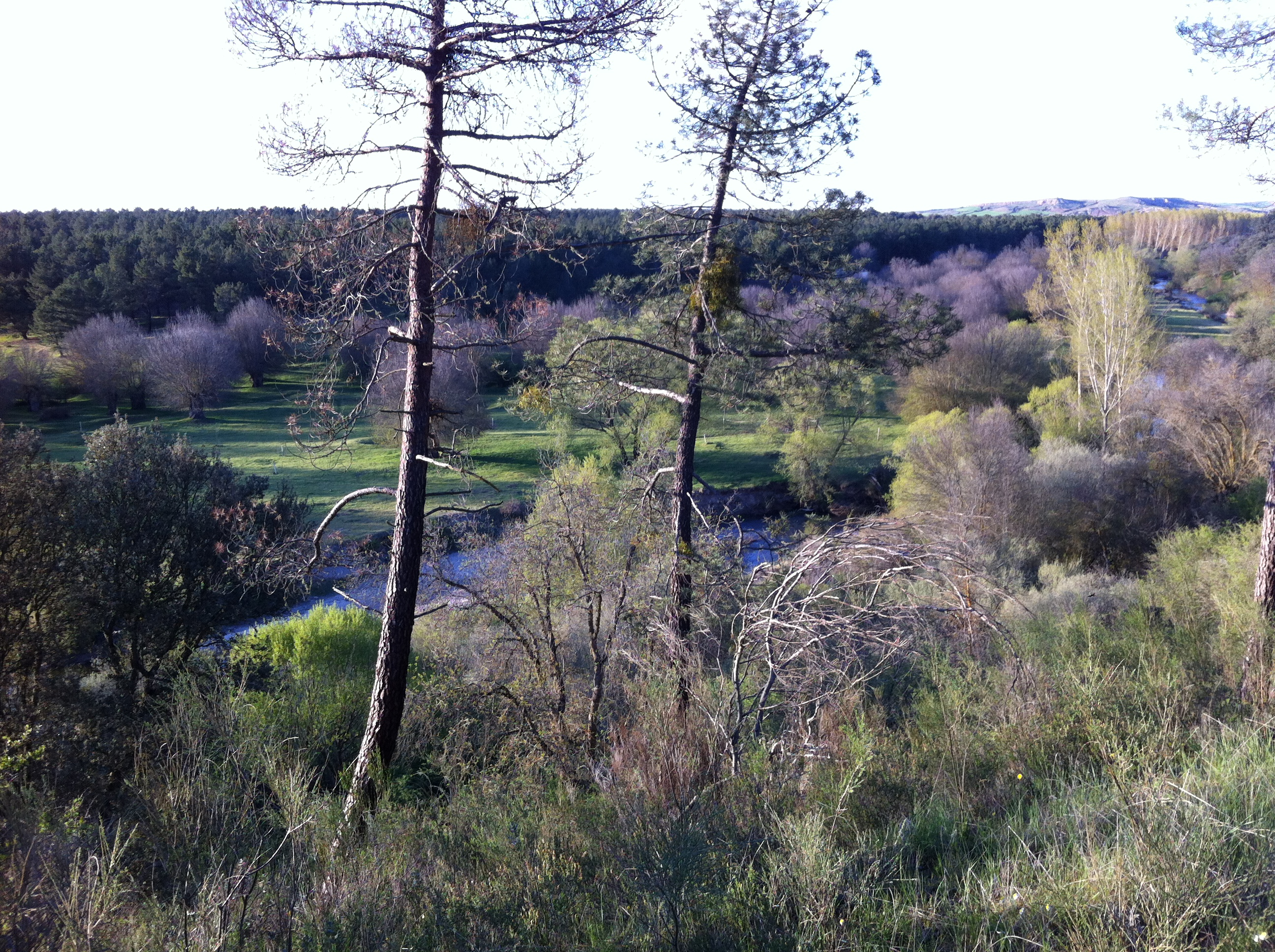
El río Moros a su paso por el pinar de Yanguas de Eresma

### Población por núcleos

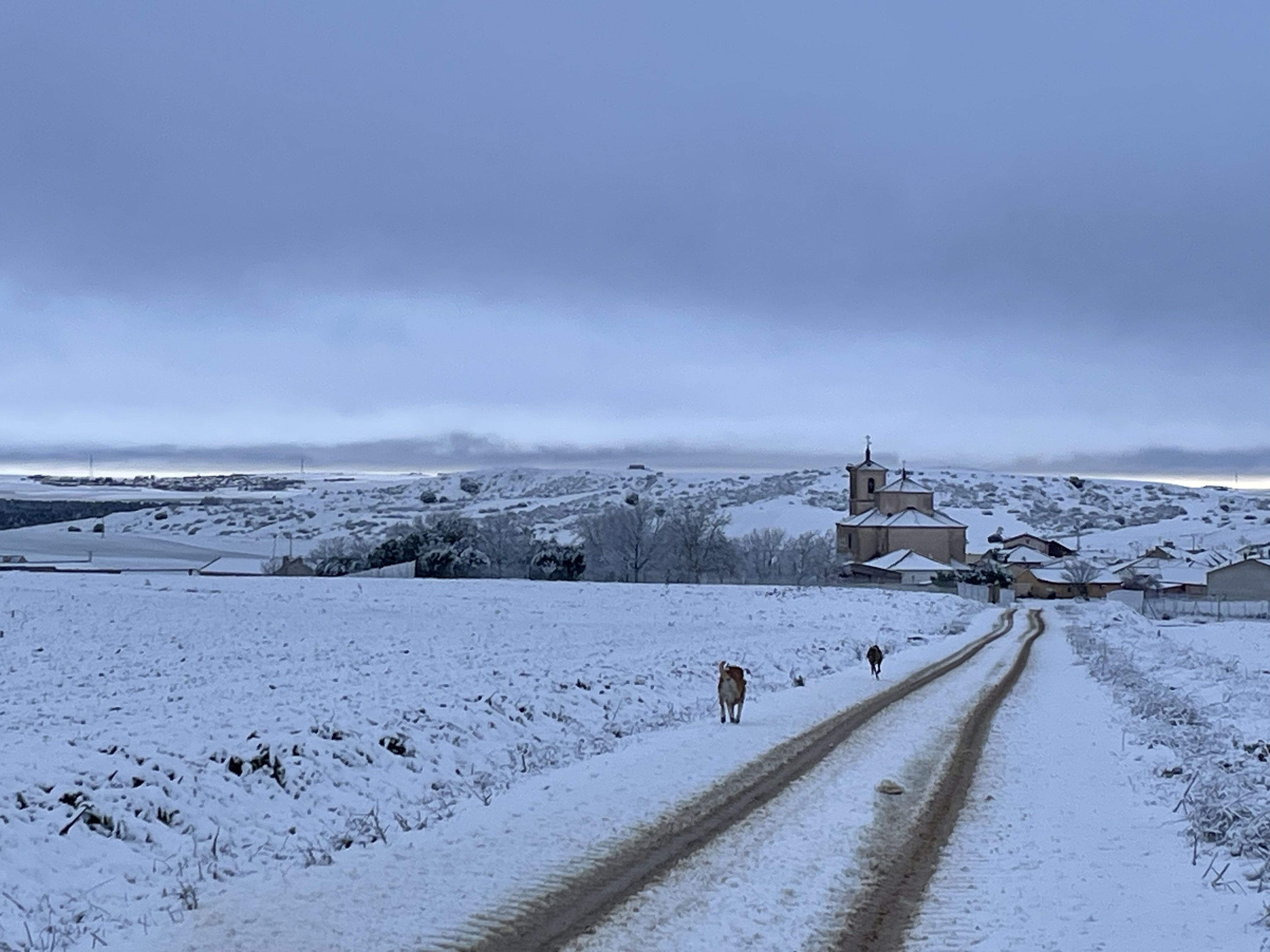
Yanguas de Eresma bajo la nieve con Armuña al fondo

Desglose de población según el Padrón Continuo por Unidad Poblacional del INE.
| Núcleos           | Habitantes (2014) | Varones | Mujeres |
| ----------------- | ----------------- | ------- | ------- |
| San Pedro         | 23                | 12      | 11      |
| Yanguas de Eresma | 110               | 57      | 53      |

## Administración y política
| Periodo   | Nombre                       | Partido |
| --------- | ---------------------------- | ------- |
| 1979-1983 | Antonio del Campo García     | UCD     |
| 1983-1987 | Francisco Piñeiro Mareque    | CDS     |
| 1987-1991 | Narciso Manso Aguado         | PDP     |
| 1991-1995 | Narciso Manso Aguado         | PP      |
| 1995-1999 | Bernabé Luis Manso de Frutos | PP      |
| 1999-2003 | Bernabé Luis Manso de Frutos | PP      |
| 2003-2007 | Bernabé Luis Manso de Frutos | PP      |
| 2007-2011 | Bernabé Luis Manso de Frutos | PP      |
| 2011-2015 | Bernabé Luis Manso de Frutos | PP      |
| 2015-2019 | Bernabé Luis Manso de Frutos | PP      |
| 2019-2023 | Bernabé Luis Manso de Frutos | PP      |
| 2023-act. | Arturo Fernández Lázaro      | PSOE    |

## Patrimonio
- Iglesia de estilo barroco cortesano está dedicada a su patrona la Virgen Nuestra Señora de la Asunción.[14]
- Ermitas, al Santo Cristo o la Vera Cruz, San Roque y San Pedro de Caldas.
- Fuente termal, donde se han encontrado restos romanos, su temperatura regular es de unos 20 °C.
- Antigua estación de Yanguas de Eresma-Carbonero el Mayor, en el barrio de San Pedro de Caldas a 3 km.
- Riberas del río Eresma y del río Moros.
- Vía Verde del Eresma, línea de ferrocarril que unía Segovia con Medina del Campo.[15]

## Fiestas
Sus fiestas son celebradas con gran fervor religioso y celebraciones profanas con corrida de toros y bailes con orquesta. Las danzas y jotas con la dulzaina y redoblante típico castellano son realizadas en las procesiones delante de sus santos.
Las fiestas principales son:
- Semana Santa, procesión el Viernes Santo de la Virgen en luto hasta la ermita del Cristo del Humilladero. En Pascua de Resurrección los quintos sacan en procesión al Niño de la Bola desde la iglesia hasta la ermita saliendo La Virgen al encuentro;[15]

- Santa Águeda, el 5 de febrero;
- San Antonio de Padua, el 13 de junio;
- San Pedro, el 29 de junio (Patrón del barrio de la estación);
- N.ª S.ª de la Asunción, el 15 de agosto;
- San Roque, el 16 de agosto.[16][17]

La juventud disfruta con las peñas en todas las fiestas, generalmente en las de San Roque y la Asunción pero el pueblo en general colabora con la "Peña Taurina", que organiza sus toros. Las peñas son: La Ola, Los Terribles, Los Bárbaros, Los Diablos, Preference, El Tumbalibre, El Tomaetílico, El Kolokón, Deluxe, el Beso´l choto, los Elegantes y La Revolución